# Royal Jersey Golf Club
De Royal Jersey Golf Club is een golfclub op het kanaaleiland Jersey.
De club werd in 1878 opgericht en kreeg in 1879 reeds het predicaat Koninklijk. Er werd een kleine golfbaan aangelegd en in de eerste jaren werd er veel gespeeld. In 1908 werd het huidige clubhuis betrokken.
Tijdens de Eerste en Tweede Wereldoorlog kon er niet gespeeld worden. De Duitse bezetting van de Kanaaleilanden in juni 1940 had tot gevolg dat er bommen op de golfbaan werden gelegd en dat er op het eiland veel gebouwd werd (Atlantikwall, munitiedepots). Bij hole 1 is daarvan een restant te zien.
Bekende spelers
De Royal Jersey heeft enkele beroemd geworden spelers gekend:
- Tommy Horton was 25 jaar de head-professional en won veel internationale toernooien.
- Harry Vardon wordt wel de beste Engelse speler ooit genoemd, hij won 6 keer het Brits Open (1896, 1898, 1899, 1903, 1911, 1914)
- Ted Ray was captain van de eerste Ryder Cup-team
- Aubrey Boomer won onder meer 4x het Dutch Open en 2x het Belgian Open
- Tony Jacklin won het Brits Open en het US Open.

Vardon en Ray begonnen als caddie op de Royal Jersey. Toen de eerste interland tussen Engeland en Schotland werd gespeeld, zaten vier Jersey-spelers in het Engelse team.
Golf op Jersey
Op het eiland zijn drie golfclubs met een 18 holesbaan: La Moye Golf Club (1902), Les Mielles Golf & Country Club en de Royal Jersey Golf Club. Verder zijn er twee clubs met een 9 holesbaan. Jersey heeft een eigen federatie, de Jersey Golf Union.